# Brabants Heem
Brabants Heem is een Nederlandse stichting die werd opgericht in 1947 en optreedt als koepelorganisatie voor historische verenigingen en heemkundekringen in de provincie Noord-Brabant. Bij de stichting zijn 123 organisaties aangesloten die in totaal ruim 30.000 vrijwilligers vertegenwoordigen. De eerste voorzitter was Willem Binck (1948-1952).
Brabants Heem geeft boeken uit en is mede uitgever van het tijdschrift 'InBrabant'. De stichting nam verder het initiatief tot het instellen van een bijzondere leerstoel 'Cultuur in Brabant' aan de Universiteit van Tilburg. Deze werd achtereenvolgens bekleed werd door prof. dr. P.J.A. Nissen (1994-1998) en prof. dr. A.J.A. Bijsterveld (1999-2025).
De vereniging is een van de initiatiefnemers van de Willy Knippenbergprijs en van de Dag van de Brabantse Volkscultuur